# (2005) Hencke
Pour les articles homonymes, voir Hencke.
(2005) Hencke est un astéroïde de la ceinture principale.
Il a été ainsi baptisé en hommage à Karl Ludwig Hencke (1793-1866), astronome amateur allemand découvreur de (5) Astrée et (6) Hébé.